# Municipio de Union (condado de Carroll, Ohio)
El municipio de Union (en inglés: Union Township) es un municipio ubicado en el condado de Carroll en el estado estadounidense de Ohio. En el año 2010 tenía una población de 977 habitantes y una densidad poblacional de 16,66 personas por km².

## Geografía
El municipio de Union se encuentra ubicado en las coordenadas 40°31′50″N 81°6′23″O / 40.53056, -81.10639. Según la Oficina del Censo de los Estados Unidos, el municipio tiene una superficie total de 58.64 km², de la cual 58,29 km² corresponden a tierra firme y (0,61 %) 0,35 km² es agua.

## Demografía
Según el censo de 2010, había 977 personas residiendo en el municipio de Union. La densidad de población era de 16,66 hab./km². De los 977 habitantes, el municipio de Union estaba compuesto por el 98,87 % blancos, el 0,31 % eran amerindios y el 0,82 % eran de una mezcla de razas. Del total de la población el 0,2 % eran hispanos o latinos de cualquier raza.